# Lucas García
Lucas García París (1973, Caracas) es un escritor, ilustrador y diseñador gráfico venezolano. Estudió y se graduó de diseño gráfico en el Instituto Prodiseño. Además, se ha desempeñado como profesor de dibujo, caricaturista e ilustrador para medios impresos y audiovisuales, entre ellos: The Barcelona Review, El Nacional, Diario 2001 y Prodavinci. Ha sido reconocido por sus diversos libros, entre estos, Rocanrol, que lo ha hecho merecedor del Reservoir Book de la editorial Grijalbo y el primer premio Francisco Herrera Luque de Random House Mondadori.

## Biografía
Lucas García París nació en Caracas, Venezuela, en el año de 1973. Se graduó del Instituto Prodiseño como diseñador gráfico. Trabaja como escritor e ilustrador; durante algunos años trabajó con la Ediciones Ekaré y el Banco del Libro. Además, fue profesor de diseño y dibujo analítico en el instituto del que egresa. También fue profesor de diseño editorial en la Universidad Experimental de Yaracuy. Por otra parte, también se desempeñó como ilustrador y columnista en medios impresos y digitales, tales como: The Barcelona Review, El Nacional, Diario 2001 y PRODAVINCI.
Empezó su carrera como escritor con la novela Rocanrol, por la cual gana, en 1999, el Premio Internacional de Novela Francisco Herrera Luque y el Reservoir Book de la editorial Grijalbo. En el 2009 publicó, junto al nacimiento del sello editorial venezolano PuntoCero, Payback, un libro de cuentos. Entre dicha recopilación de relatos se encuentra «Nocturno». En el 2011 vuelve a publicar con PuntoCero su novela La más fiera de las bestias. En 2013 la editorial Sudaquia publicó su tercera novela, Acabose. Posteriormente, se involucró en la ilustración de un libro de cuentos: Cuentos a Patadas de José Urriola, de la editorial Ekaré. A finales del año 2016 publicó su primer libro ilustrado, Superhéroe, nuevamente con Ediciones Ekaré. Un año después, publicó su segundo libro de relatos, El reino, que contiene 13 cuentos. Lucas García participó en el año 2020 en la ilustración del Diccionario Visual del Español de Venezuela, un proyecto de Fundación Polar, avalado por la Academia Venezolana de la Lengua para la formación de los jóvenes.
Toda la obra de García París tiene una infusión de humor e incertidumbre, donde todo espacio tiene juegos o nuevas estructuras temporales y espaciales. Cuenta con la creación de personajes rebeldes, pesimistas, ambiguos y anómalos. Antihéroes que Oscar Marcano llama «una consecuencia» que, pudiéramos intuir, propia del sistema social. Otra característica es la sorpresividad que contienen sus discursos, con García París, todo lo que sea posible que ocurra, ocurrirá. Hasta lo imposible.
Se ha clasificado a su escritura en el género Pulp, puesto que, el argumento se centra en las acciones. Puede ser por la influencia del cómic que hay dentro de sus escritos que crea, en toda su obra, una narrativa trepidante y entretenida. Su narrativa se encuentra marcada por tres elementos: primero, diálogos llenos de humor; segundo, las constantes referencias a la cultura de masas y por último, creación de imágenes transparentes que agilizan las acciones. Gana en el año 2020 el Premio Roche de periodismo en salud, junto con otros autores, por la cobertura multimedia de siete entregas llamado «Tiempos de malaria».

## Obras

### Rocanrol
Rocanrol es la primera novela del autor. Gana en 1999 el Premio Internacional de Novela Francisco Herrera Luque de Random House Mondadori y se publica tres años después. Sigue la historia de Bruno Manrique, un exitoso locutor de los años noventa. El libro se ambiente en el Caribe, durante la generación de «nada importa». Aquella generación «de la clonación de ovejas, la guerra con Irak, las Spice Girls, la canonización de Lady Di y los televangelistas en limusina».
Hay claras influencias del cine y el minimalismo en la escritura de la novela. Además de estar ligado al relato policial, el realismo sucio y el trick story. Contiene una historia ágil y astuta, entretenida y despiadada. Personajes outsiders y complejos, que manejan un vocabulario acorde a la época de gestación literaria. Rocanrol presenta una época y su máximo esplendor, su oscuridad: los años 90, que aparece entre las drogas en la alta sociedad y el hecho de volver a la política un entretenimiento. Vale sostener, en palabras del autor, que no se trata de una revisión crítica. Los diálogos estructurados con humor negro llevan a la lástima, la tristeza y la reflexión.

### Payback
Payback es el primer libro de cuentos de Lucas García. Se publica en el 2009 bajo el sello de Ediciones PuntoCero.  Maneja un discurso entre lo sobrio y seco, pero contundente en lucidez. Se queda entre lo llano y lo sugerente alegórico. Pues, sus personajes que viven tan conscientes de sus perversiones y sin idealizaciones son los que logran iluminar con sus diálogos. Personajes que presentan una monstruosidad que potencialmente tiene todo humano, fuera del orden, de lo apolíneo y que no siempre ha de ver la luz. Presenta relatos con una lograda estructura de novela policial y metáforas elevadas fuerza poética.
Uno de sus cuentos, que refleja el carácter del libro mismo, «Nocturno» es calificado dentro del género negro, «entendiendo el género negro como el reflejo, en una historia ficcional de carácter tensional, de la violencia y el crimen contemporáneos, sin que ello implique necesariamente un detective o un policía y la resolución de un caso». Vemos que el cuento es un diálogo que pone en tensión los actos criminales y la justicia ciudadana con el claro toque de humor y situaciones hilarantes de momento.

### La más fiera de las bestias
Su tercer libro, La más fiera de las bestias, es publicada en 2011 por el sello PuntoCero. Narra la historia de un hombre que despierta atado a una cama sin recordar quién es ni por qué está allí, mientras lo acusan de un crimen superior, lo torturan, lo denigran y demuelen. Lucas García construye en este relato imágenes crueles y devastadoras que destacan por su transparencia y precisión, todo ello mediante un lenguaje sobrio y con señales cinematográficas. Imágenes crudas que perfilan un deseo del colectivo: la justicia aplicada por la misma mano lastimada y el pasar de víctimas a victimarios.

### Acabose
Acabose es una novela que sigue a Marco Antonio Sensisini, que desde que nació,  ha sido preparado por su enloquecida madre, Úrsula, para el inevitable fin del mundo. Úrsula es recluida en un sanatorio y Marco Antonio queda al cuidado de sus abuelos. Su empleo de exterminador de plagas, sus manías y las técnicas de supervivencia que su madre le enseñó, se ponen a prueba cuando acontecen eventos muy cercanos a los escenarios disparatados que Úrsula vaticinó. García París, con esta novela publicada en 2013 por la editorial Sudaquia, pretende que vayamos vertiginosamente por un laberinto de ambigüedades y humor. Una particularidad del texto es que el ritmo se ve acompañado de un lenguaje cruzado, mestizo o híbrido. Un «panaespañol» con influencias castizas, venezolanas y hasta mexicanas, que nos habla de la rapidez y la conectividad del mundo del día a día.

### Superhéroe
Superhéroe es el primer escrito que el autor también ilustra. Publicado por Ediciones Eraké en el 2016. Cuenta la historia de Gabriel, un niño inmigrante y sus problemas al adaptarse a un nuevo país, dialecto, compañeros y costumbres. Gabriel consigue un superpoder, el de la palabra. Gabriel es el protagonista y narrador de este relato, tiñendo cada referencia con su mirada del mundo. El libro devela una variedad de temas: fantasía e imaginación, la experiencia del inmigrante, la conciencia de ser distinto, el uso del lenguaje, el bullying, la experiencia escolar y la visión adulta e infantil sobre ese universo. También tiene una estructura diversa, donde los límites de género se ven borrados ya desde el momento en que se ilustra; así, encontramos interesantes cruces entre el cuento, el álbum, el cómic, el cine y las series de televisión. Su lectura puede hacerse en dos niveles: viñetas e hilos narrativos. El escrito desarrolla una historia y sub tramas y las viñetas amplían la historia.

### El reino
Este libro de relatos, titulado El reino, se publica en el año 2017 por Ediciones PuntoCero. Su escritura presenta una combinación entra la escritura pop, el thriller y predominantemente el género de la ciencia ficción. Entre los 13 relatos presentes no encontraremos el elemento noir, es decir, rasgos del género cinematográfico negro. Lo humano es el eje central, mientras se combina con la violencia, la soledad y hasta la distopía. El reino se divide en tres partes: Espectros pop, Thriller remix y El reino. La primera parte se construye en torno a personajes influyentes que se convierten en símbolos. La segunda, se encuentra repleta de personajes anti heroicos, amantes del límite. La tercera parte, y la que da nombre al libro, versa de la angustiante vida del hombre cotidiano. En general, los mundos de la realidad y lo onírico se confunden en la mayoría de los sueños.

## Reconocimientos
- Premio Internacional de Novela Francisco Herrera Luque de Random House Mondadori (1999).[10]

- Reservoir Book de la editorial Grijalbo (1999).[10]

- Premio Roche de periodismo en salud (2020).[9]